# Starmania
Starmania är en fransk/quebecisk rockopera (musikal) skriven 1976 av Luc Plamondon (text) och Michel Berger (musik). Soundtrackalbumet släpptes 1978. Musikalen har nått stora framgångar i Europa, där den bland annat 1993 blev föremål för en stor scenuppsättning som debuterade i Paris och därefter turnerade på flera kontinenter.